# Je t'aime, toi
Pour plus de détails, voir Fiche technique et Distribution.
Je t'aime, toi (en russe Я Люблю Тебя, Ya lyublyu tebya) est un film russe d'Olga Stolpovskaïa et Dmitry Troïtsky sorti en 2004. C'est aussi le premier film russe à traiter ouvertement de l'homosexualité.[réf. souhaitée]

## Synopsis
À Moscou, Timofeï, publicitaire, tombe amoureux de Véra, présentatrice du journal télévisé qui adore prendre de bons repas. Mais un soir, en rentrant chez lui, il renverse un jeune homme, Uloomji, dont la rencontre va l'amener à révéler son homosexualité.[pas clair]

## Fiche technique
- Titre original : Я Люблю Тебя (Ya lyublyu tebya)
- Réalisation : Olga Stolpovskaïa et Dmitry Troïtsky
- Réalisation : Olga Stolpovskaïa, Alisa Tanskaya et Dmitry Troïtsky
- Musique : Richardas Norvila
- Photographie : Aleksandr Simonov
- Montage : Sergueï Pliuchtchenko et Oleg Raïevski
- Société de distribution : Antiprod (France)
- Pays :  Russie
- Genre : Comédie romantique
- Durée : 86 minutes
- Dates de sortie : 
  - Russie : 20 avril 2004
  - France : 23 février 2005

## Distribution
Les trois personnages principaux :
- Damir Badmaïev : Uloomji
- Lioubov Tolkalina  : Vera Kirillova
- Evgueni Koriakovski : Timofeï Petchorine

Les autres personnages :
- Nina Agapova : la voisine
- Irina Grineva : la maquilleuse, collègue de Véra
- Victor Chevidov : Vania, l'oncle d'Uloomji
- Anatoli Mankhadykov : le père d'Uloomji
- Valentina Mankhadykova : la mère d'Uloomji
- Youri Cherstniov : la gardien de zoo, collègue d'Uloomji
- Alissa Tanskaïa : la jeune femme dans la baignoire
- Mikhaïl Taraboukine : Lyoline
- Emanuel Michael Vaganda : John, publicitaire, collègue de Timofeï
- Alexandre Vartanov : le présentateur de radio